# جسیکا هارمون
جسیکا هارمون (انگلیسی: Jessica Harmon؛ زادهٔ ۲۷ دسامبر ۱۹۸۵) بازیگر و کارگردان اهل کانادا است. وی خواهر ریچارد هارمون است.
از فیلم‌ها یا برنامه‌های تلویزیونی که وی در آن نقش داشته‌است، می‌توان به کریسمس سیاه، مرد توخالی ۲، آی‌زامبی، ۱۰۰ نفر و طلوع مرگ اشاره کرد.